# Sonia Lannaman
Sonia May Lannaman, później Garmiston (ur. 24 marca 1956 w Aston, dzielnicy Birmingham) – angielska lekkoatletka, specjalizująca się w krótkich biegach sprinterskich, dwukrotna uczestniczka letnich igrzysk olimpijskich (Monachium (1972), Moskwa (1980), brązowa medalistka olimpijska z Moskwy w biegu sztafetowym 4 × 100 metrów.
Na igrzyskach Wspólnoty Narodów reprezentowała Anglię, a na pozostałych dużych imprezach międzynarodowych Wielką Brytanię.

## Sukcesy sportowe
- trzykrotna medalistka mistrzostw Wielkiej Brytanii (UK Championships) w biegu na 100 metrów – dwukrotnie złota (1977, 1978) oraz srebrna (1980)[2]
- dwukrotna złota medalistka mistrzostw Wielkiej Brytanii w biegu na 200 metrów – 1977, 1978[2]
- czterokrotna medalistka mistrzostw Anglii (WAAA) w biegu na 100 metrów – złota (1977) oraz trzykrotnie srebrna (1972, 1981, 1982)[3]
- dwukrotna złota medalistka mistrzostw Anglii w biegu na 200 metrów – 1977, 1981[3]
- czterokrotna medalistka halowych mistrzostw Anglii w biegu na 60 metrów – dwukrotnie złota (1971, 1974) oraz dwukrotnie srebrna (1972, 1976)[4]
- wielokrotna rekordzistka kraju[5]

| Rok  | Miasto       | Zawody                                 | Konkurencja                                    | Wynik                                 |
| ---- | ------------ | -------------------------------------- | ---------------------------------------------- | ------------------------------------- |
| 1973 | Duisburg     | Mistrzostwa Europy juniorów            | bieg na 100 m sztafeta 4 × 100 m               | złoty medal brązowy medal             |
| 1974 | Christchurch | Igrzyska Brytyjskiej Wspólnoty Narodów | sztafeta 4 × 100 m                             | srebrny medal                         |
| 1976 | Monachium    | Halowe mistrzostwa Europy              | bieg na 60 m                                   | srebrny medal                         |
| 1976 | Bydgoszcz    | Memoriał Janusza Kusocińskiego         | bieg na 100 m                                  | 2. miejsce                            |
| 1977 | Düsseldorf   | Puchar świata                          | sztafeta 4 × 100 m bieg na 100 m               | 1. miejsce 2. miejsce                 |
| 1978 | Edmonton     | Igrzyska Wspólnoty Narodów             | bieg na 100 m bieg na 200 m sztafeta 4 × 100 m | złoty medal srebrny medal złoty medal |
| 1978 | Praga        | Mistrzostwa Europy                     | sztafeta 4 × 100 m bieg na 100 m               | srebrny medal 8. miejsce              |
| 1978 | Tokio        | Puchar narodów                         | bieg na 100 m                                  | 1. miejsce                            |
| 1980 | Moskwa       | Igrzyska olimpijskie                   | sztafeta 4 × 100 m bieg na 200 m               | brązowy medal 8. miejsce              |
| 1982 | Brisbane     | Igrzyska Wspólnoty Narodów             | sztafeta 4 × 100 m                             | złoty medal                           |

## Rekordy życiowe
- bieg na 60 metrów (hala) – 7,25 s. – Monachium 22 lutego 1976
- bieg na 100 metrów – 11,20 s. – Moskwa 25 lipca 1980
- bieg na 200 metrów – 22,58 s. – Cwmbran 18 maja 1980